# Uche Akubuike
Uche Akubuike (* 17. März 1980 in Akwa Ibom, Nigeria) ist ein ehemaliger nigerianischer Fußballtorwart. Seine Karriere verbrachte er hauptsächlich auf dem afrikanischen Kontinent, jedoch spiel er auch kurz in Europa, so z. B. beim serbischen Verein Hajduk Kula. Er spielte insgesamt 5 Mal für die nigerianische Nationalmannschaft, mit der er unter Trainer Bora Milutinović an der Fußballweltmeisterschaft 1998 teilnahm und das Achtelfinale erreichte.